# Sanctuaire de Chimayó

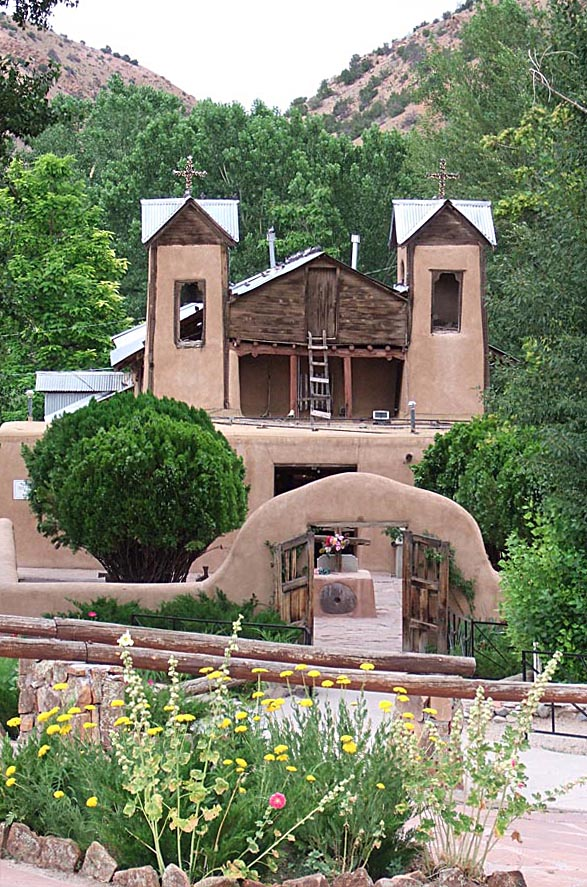
Sanctuaire de Chimayó.

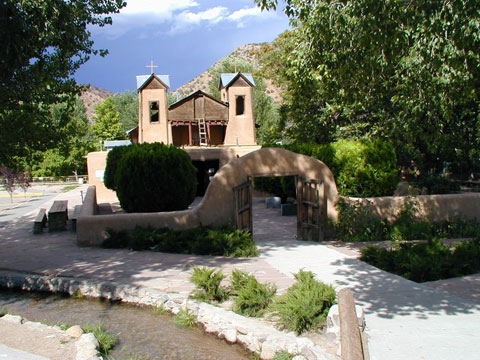
Le Sanctuaire de Chimayó

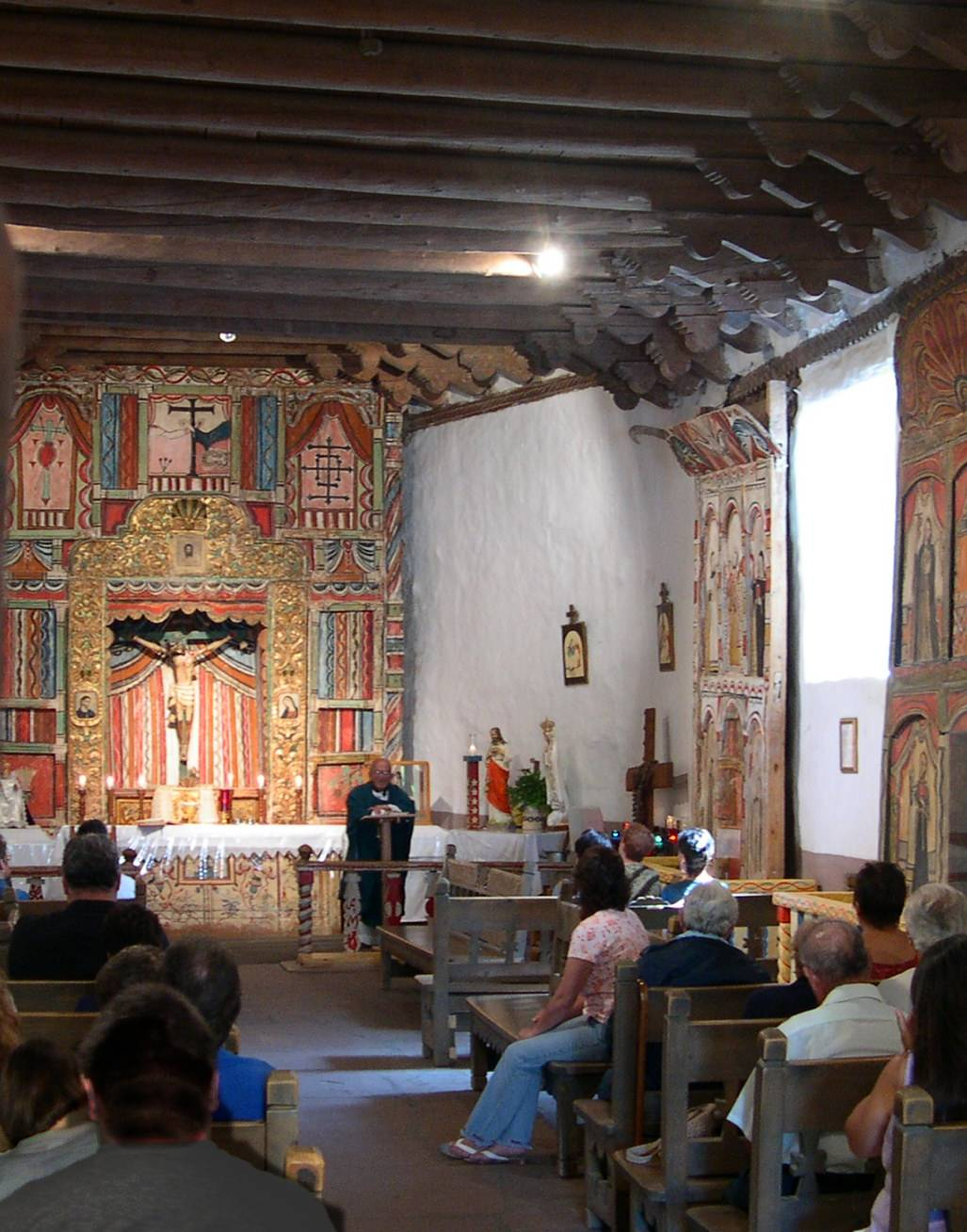
Intérieur du Sanctuaire de Chimayó

Le Sanctuaire de Chimayó est un bâtiment d'adobe et de bois dans la localité de Chimayó au nouveau le Mexique qui reçoit presque 300.000 visiteurs par an, et a la réputation d'être « sans aucun doute le plus important centre de pèlerinage catholique des États-Unis»,,.